# Wilhelm Tecklenborg
Wilhelm Tecklenborg (* 26. Dezember 1882 in Geestemünde; † 8. Juni 1948 in Bremen) war ein deutscher Kaufmann und Automobilindustrieller der 1920er und 1930er Jahre.

## Biografie
Tecklenborg war der älteste Sohn des Reeders Eduard Tecklenborg (1849–1926), späterer Teilhaber der Werft Joh. C. Tecklenborg in Geestemünde bzw. Wesermünde, und seiner norwegischen Frau Anna Katharina Fleischer (1850–1892) aus Bergen. Er war verheiratet mit Jenny Tecklenborg, geborene Döhle (1881–1974) und hatte 3 Kinder.
Wilhelm Tecklenborg war bis 1915 Generalvertreter des Norddeutschen Lloyd in Neapel. 1925 beteiligt er sich bei seinem Geschäftspartner Carl Friedrich Wilhelm Borgward und verantwortete bis zu seinem Ausscheiden die kaufmännische Leitung. Im Jahr 1928 gründete er gemeinsam mit Borgward die Goliath-Werke Borgward & Co. Nach deren Fusion mit der Hansa-Lloyd Werke A.G. war die Firma ab dem 31. Dezember 1931 „Hansa-Lloyd und Goliath-Werke Borgward & Tecklenborg oHG“.
Um eine breitere finanzielle Basis zu bekommen, gründeten 1936 Borgward und Tecklenborg gemeinsam mit vier anderen Bremer Kaufleuten eine Aktiengesellschaft mit fünf Millionen Reichsmark Grundkapital, die als Hansa-Lloyd-Goliath Werke AG firmierte. Da sich Borgward bald von seinen neuen Partnern bevormundet fühlte und allein die Führung übernehmen wollte, wurde diese AG nur ein Jahr später wieder aufgelöst. Besonders Wilhelm Tecklenborg hatte finanzielle Bedenken wegen der schnellen Expansion und fürchtete um sein Geld. Bei der Auflösung der Aktiengesellschaft erhielt er am 11. September 1937 als Abfindung vier Millionen Reichsmark, was unter Berücksichtigung der Inflation einer heutigen Kaufkraft von etwa 21.030.000 Euro entspricht.
In der Zeit von 1928 bis 1937 war Tecklenborg Mitglied des Aufsichtsrats der Bremer Tauwerk-Fabrik AG und später auch Teilhaber der Gesellschaft.
Die verbleibenden Jahre bis zu seinem Tod  widmete er seiner Familie, seinen privaten Beteiligungen und Ehrenämter, sowie seiner Jagd in Bahrenborstel.
Wilhelm Tecklenborg wurde im Familiengrab Tecklenborg auf dem Waller Friedhof in Bremen bestattet.